# Arne Åhman
Arne Per Åhman (Nordingrå, 4 februari 1925 - Umeå, 5 juli 2022) was een Zweedse atleet, die gespecialiseerd was in het hink-stap-springen. Hij werd olympisch kampioen in deze discipline. Ook kon hij goed hoogspringen.

## Biografie
Arne Åhman werd derde op de Europese kampioenschappen van 1946 met een afstand van 14,96 m bij het hink-stap-springen. Hij sprong 21 centimeter minder dan de winnaar Valdemar Rautio uit Finland.
Op de Olympische Spelen van 1948 in Londen geraakte hij bij het hoogspringen met een hoogte van 1,84 m niet in de finale. Op het onderdeel hink-stap-springen, sprong hij met zijn eerste poging een Zweeds record van 15,40 en werd hiermee uiteindelijk olympisch kampioen. De Amerikaan George Avery kwam met zijn sprong van 15,365 dicht bij Åhman, maar moest toch genoegen nemen met het zilver.
Op de EK van 1950 in Brussel werd Arne Åhman vijfde met een afstand van 14,48, dat slechts 5 cm verwijderd was van het brons. Bij het hoogspringen werd hij tweede met een hoogte van 1,93 achter de Brit Alan Paterson (goud).
Åhman nam deel aan zijn tweede Spelen in 1952 in Helsinki. Op het onderdeel hink-stap-springen kwam hij met 14,72 door de kwalificatie-ronde, maar werd uiteindelijk teleurstellend met 14,05 vijftiende in de finale.
Arne Åhman was aangesloten bij Nordingrå Sportklubb.
Ahman overleed op 97-jarige leeftijd.

## Titels
- Olympisch kampioen hink-stap-springen - 1948

## Persoonlijk record
- hink-stap-springen - 15,40 (1948)

## Palmares

### hink-stap-springen
- 1946:  EK - 14,96 m
- 1948:  OS - 15,40 m
- 1950: 5e EK - 14,48 m
- 1952: 15e OS - 14,72 m

### hoogspringen
- 1948: serie OS - 1,84 m
- 1950:  EK - 1,93 m

1896: James Connolly ·
1900: Meyer Prinstein ·
1904: Meyer Prinstein ·
1908: Tim Ahearne ·
1912: Gustaf Lindblom ·
1920: Vilho Tuulos ·
1924: Nick Winter ·
1928: Mikio Oda ·
1932: Chuhei Nambu ·
1936: Naoto Tajima ·
1948: Arne Åhman ·
1952: Adhemar da Silva ·
1956: Adhemar da Silva ·
1960: Józef Szmidt ·
1964: Józef Szmidt ·
1968: Viktor Sanjejev ·
1972: Viktor Sanjejev ·
1976: Viktor Sanjejev ·
1980: Jaak Uudmäe ·
1984: Al Joyner ·
1988: Christo Markov ·
1992: Mike Conley ·
1996: Kenny Harrison ·
2000: Jonathan Edwards ·
2004: Christian Olsson ·
2008: Nelson Évora ·
2012: Christian Taylor ·
2016: Christian Taylor ·
2020: Pedro Pablo Pichardo ·
2024: Jordan Díaz